# Didier Brossou
Jean-Charles Didier Brossou Kpéhi, meglio noto come Didier Brossou (Abobo, 23 dicembre 1989), è un calciatore ivoriano, centrocampista del Dempo.

## Carriera
Ha giocato nella massima serie dei campionati israeliano e bengalese.